# Milburn G. Apt
Milburn G. Apt (né le 9 avril 1924 à Buffalo et mort le 27 septembre 1956 à base aérienne Edwards), dit Mel Apt, est un pilote d'essai et militaire américain.
Il a été formé à l'École des pilotes d'essai de l'United States Air Force.
Il est le premier homme à atteindre une vitesse supérieure à Mach 3, atteignant la vitesse de Mach 3,2, soit 3 370 km/h dans Bell X-2 le 27 septembre 1956. Il trouve cependant la mort lors de cet exploit.